# Dr. Horrible's Sing-Along Blog
Dr. Horrible's Sing-Along Blog è una webserie in tre atti del 2008 prodotta esclusivamente per una distribuzione via internet. L'opera racconta dell'aspirante supercriminale Dr. Horrible (interpretato da Neil Patrick Harris), della sua nemesi Captain Hammer (Nathan Fillion), e del loro amore Penny (Felicia Day).
La miniserie è stata scritta da Joss Whedon, Zack Whedon, Jed Whedon e Maurissa Tancharoen e diretta da Joss Whedon. Dr. Horrible ha riscosso un notevole successo e ha ricevuto numerosi riconoscimenti, tra cui un Emmy Award 2009.

## Trama
Il musical è composto da tre atti di circa 14 minuti ciascuno. Sono stati pubblicati per la prima volta online come episodi individuali, con intervalli di due giorni tra ogni uscita.

### Primo atto
Il Dr. Horrible sta filmando un articolo per il suo video blog, fornendo informazioni sui suoi piani e rispondendo alle e-mail dei suoi vari spettatori, finché uno gli chiede chi è la tanto citata "lei" e se per caso ella sia al corrente della sua vera identità; poi inizia a cantare una canzone su Penny, la ragazza che gli piace che frequenta la sua stessa lavanderia a gettoni, ma che lo conosce unicamente col nome del suo alter ego, Billy ("My Freeze Ray").
La canzone viene interrotta dal suo amico Moist, che porta la posta con una lettera di Bad Horse, il leader della "Evil League of Evil", che lo informa che la sua richiesta di adesione alla Lega sarà valutata e che staranno all'erta per il suo prossimo delitto. ("Bad Horse Chorus").
Il giorno successivo, Horrible si prepara a rubare una scatola di "wonderflonium" installando un dispositivo che gli consente di controllare il furgone del corriere tramite telecomando. Penny è in fondo alla strada ("Caring Hands") e si presenta per chiedergli di firmare una petizione per trasformare un edificio cittadino in un rifugio per senzatetto. Tuttavia, il telecomando richiede la sua attenzione e lui sembra poco interessato a lei e alla sua causa. Mentre Penny parla, Horrible pensa a cosa fare, se rubare il wonderflonium o ascoltare la ragazza. Alla fine sceglie di rubarlo, dicendo a se stesso che "un uomo deve fare quello che deve fare" ("A Man's Gotta Do").
Mentre Horrible utilizza il telecomando del furgone, Captain Hammer appare e rompe il ricevitore del telecomando, facendo dirigere il furgone verso Penny. Hammer la spinge via quando Horrible riprende il controllo del furgone e lo ferma, facendo sembrare che Captain Hammer abbia fermato il furgone a mani nude. I due si affrontano, ma Penny emerge dalla spazzatura per ringraziare Hammer. Mentre Hammer e Penny parlano, Horrible scappa con il wonderflonium.

### Secondo atto
Il dottor Horrible pedina Penny e Captain Hammer durante i loro appuntamenti. In essi canta la miseria della condizione umana, e Penny canta la speranza e la possibilità di redenzione ("My Eyes"). Successivamente, Penny e Horrible, nei panni di Billy, iniziano a parlare apertamente come amici.
Sul suo blog, Horrible rivela che il suo "Raggio congelante" è stato completato e che intende utilizzarlo il giorno seguente. Il post successivo rivela che ha fallito, dal momento che la polizia di Los Angeles e Hammer hanno visto il suo blog e sono stati informati sul suo piano. Quindi riceve una telefonata da Bad Horse e viene rimproverato, dicendogli che l'unico modo per entrare nel suo gruppo ora è commettere un omicidio ("Bad Horse Chorus (Reprise)"). Horrible è combattuto e non sa decidere sulla vittima, o anche se vuole commettere un omicidio.
Successivamente, Billy parla con Penny nella lavanderia a gettoni, mangiando yogurt gelato ("Penny's Song"), ma Billy va nel panico quando Hammer passa a trovarli. Fingono di ignorarsi nel riconoscersi a vicenda, ma quando Penny li lascia soli, Hammer rivela di sapere che Billy è il dottor Horrible, e lo prende in giro per la sua cotta per Penny, chiarendo che vuole Penny solo per poterla così portare via da Horrible. Horrible decide di uccidere Hammer per ottenere l'ammissione nella "Evil League of Evil" ("Brand New Day").

### Terzo atto
Sotto l'influenza di Penny, Captain Hammer lancia una crociata per aiutare i senzatetto e risolvere i problemi strutturali della città. Mentre aspetta Billy alla lavanderia, Penny riflette sulla sua relazione con Hammer mentre il dottor Horrible si ritira per costruire un raggio mortale ("So They Say").
All'inaugurazione del nuovo rifugio per senzatetto, Captain Hammer fa un discorso lodando i senzatetto, ma che degenera in un elogio sulla sua eccellenza e del suo rapporto con Penny ("Everyone's a Hero"). Imbarazzata, Penny cerca di andarsene mentre la folla si unisce per cantare con Hammer, ma vengono interrotti dall'apparizione del Dr. Horrible, che usa il suo raggio per congela Hammer. Il dottor Horrible schernisce la folla scioccata e rivela il suo raggio mortale completato ("Slipping").
Poi, quando è pronto ad uccidere la sua nemesi, esita. Cosi Hammer si libera dalla sua paralisi e colpisce Horrible, danneggiando il raggio della morte. Raccoglie poi l'arma e si prepara a usarla su Horrible, ma il dispositivo danneggiato esplode, ferendolo e facendogli provare dolore, apparentemente per la prima volta nella sua vita, e lui scappa piangendo. Il dottor Horrible si rende conto di essere riuscito a sconfiggere la sua nemesi, senza commettere l'omicidio richiesto dalla Lega, ma poi si rende conto che Penny è stata colpita dall'esplosione, e muore tra le braccia del dottor Horrible, affermando in stato delirante che Captain Hammer la salverà.
Horrible si rende conto che la morte di Penny conta come l'omicidio richiesto e che l'atto lo ha reso un vero supercriminale. Captain Hammer viene visto per l'ultima volta singhiozzare sul divano di un terapista, mentre Horrible partecipa a una festa per celebrare il suo ingresso nella Lega, prendendo posto tra gli altri cattivi tra cui Bad Horse (un vero cavallo). Dichiara la sua intenzione di soggiogare il mondo, ma nell'ultima scena viene mostrato senza costume nei panni di Billy, mentre fissa la telecamera del suo blog ("Everything You Ever").

## Produzione
L'opera è stata un progetto di Whedon finanziato con 200 000 dollari ed è stata scritta durante lo sciopero degli sceneggiatori del 2007 da Joss Whedon, dallo sceneggiatore Zack Whedon, dal compositore Jed Whedon e dall'attrice Maurissa Tancharoen.

## Interpreti

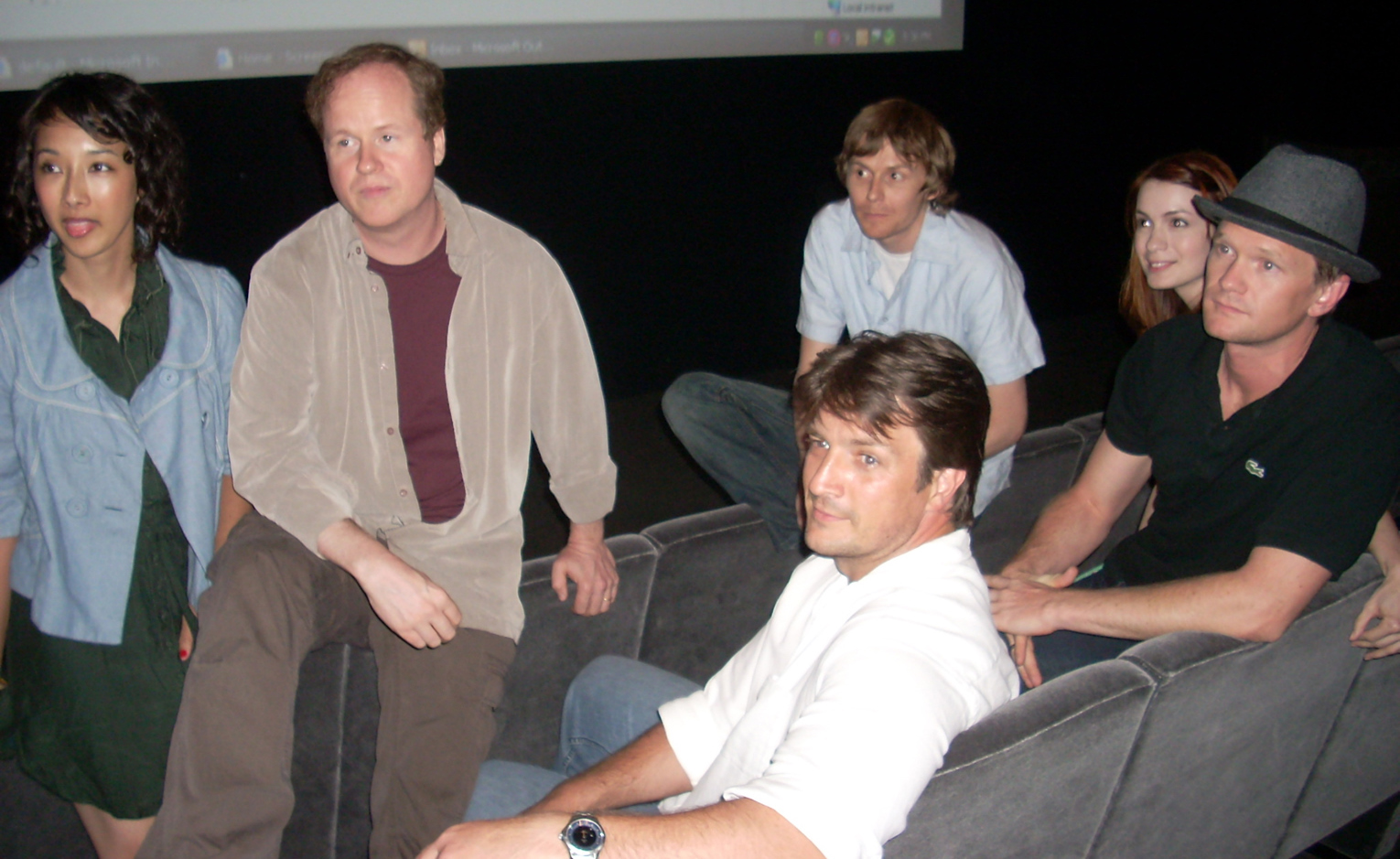
Da sinistra a destra, Maurissa Tancharoen, Joss Whedon, Nathan Fillion, Jed Whedon, Felicia Day, Neil Patrick Harris.

Il protagonista del musical è interpretato da Neil Patrick Harris, mentre la sua nemesi Captain Hammer è Nathan Fillion, che già aveva lavorato con il regista Whedon in Buffy l'ammazzavampiri (1997-2003) e Firefly (2002). Felicia Day, (interprete di Vi, una delle aspiranti cacciatrici nella settima stagione di Buffy) veste il ruolo dell'interesse romantico dei due personaggi, Penny, mentre Simon Helberg è Moist, spalla del Dr. Horrible.
Tra i cameo vi sono molti colleghi di Whedon, tra cui Marti Noxon (produttore di Buffy), David Fury, Doug Petrie e Drew Goddard (sceneggiatori di Buffy ed Angel), gli stessi sceneggiatori Jed, Joss, e Zack Whedon, e la moglie di Jed, Maurissa Tancharoen.

## Colonna sonora
1. Horrible Theme
2. My Freeze Ray
3. Bad Horse Chorus
4. Caring Hands
5. A Man's Gotta Do
6. My Eyes
7. Bad Horse Chorus (reprise)
8. Penny's Song
9. Brand New Day
10. So They Say
11. Everyone's A Hero
12. Slipping
13. Everything You Ever
14. Horrible Credits

## Distribuzione
Dr. Horrible è stato originariamente distribuito online, prima attraverso Hulu ed in seguito anche da iTunes, con più di due milioni di visitatori nella sola prima settimana. L'opera è stata poi commercializzata in DVD e Blu-ray.

## Riconoscimenti
La rivista TIME ha indicato Dr. Horrible tra le "50 migliori trovate del 2008" (15ª posizione). Tra i premi ricevuti vi sono:
2009 Streamy Awards
- Audience Choice Award for Best Web Series
- Best Male Actor in a Comedy Web Series (Neil Patrick Harris)
- Best Directing for a Comedy Web Series
- Best Writing for a Comedy Web Series

2009 Hugo Awards
- Best Dramatic Presentation, Short Form

2009 People's Choice Awards
- Best Internet Phenomenon Award

Primetime Creative Arts Emmy Award 2009
- Outstanding Special Class - Short-format Live-Action Entertainment Programs[1][6]

2008 Constellation Awards
- Candidato per Best Male Performance in a 2008 Science Fiction Film, TV Movie, or Mini-Series (Neil Patrick Harris)
- Candidato per Best Science Fiction Film, TV Movie, or Mini-Series of 2008

## Prodotti correlati
Sono state realizzate alcune storie a fumetti pubblicate da Dark Horse Comics, raccolte poi nel volume Dr. Horrible, and Other Horrible Stories, edito nel settembre 2010.
Nel marzo 2011 è stato pubblicato il libro Dr. Horrible's Sing-Along Blog Book, edito da Titan Books e contenente la sceneggiatura e i commenti degli autori.